# Dreiheiligenkirche (Innsbruck)

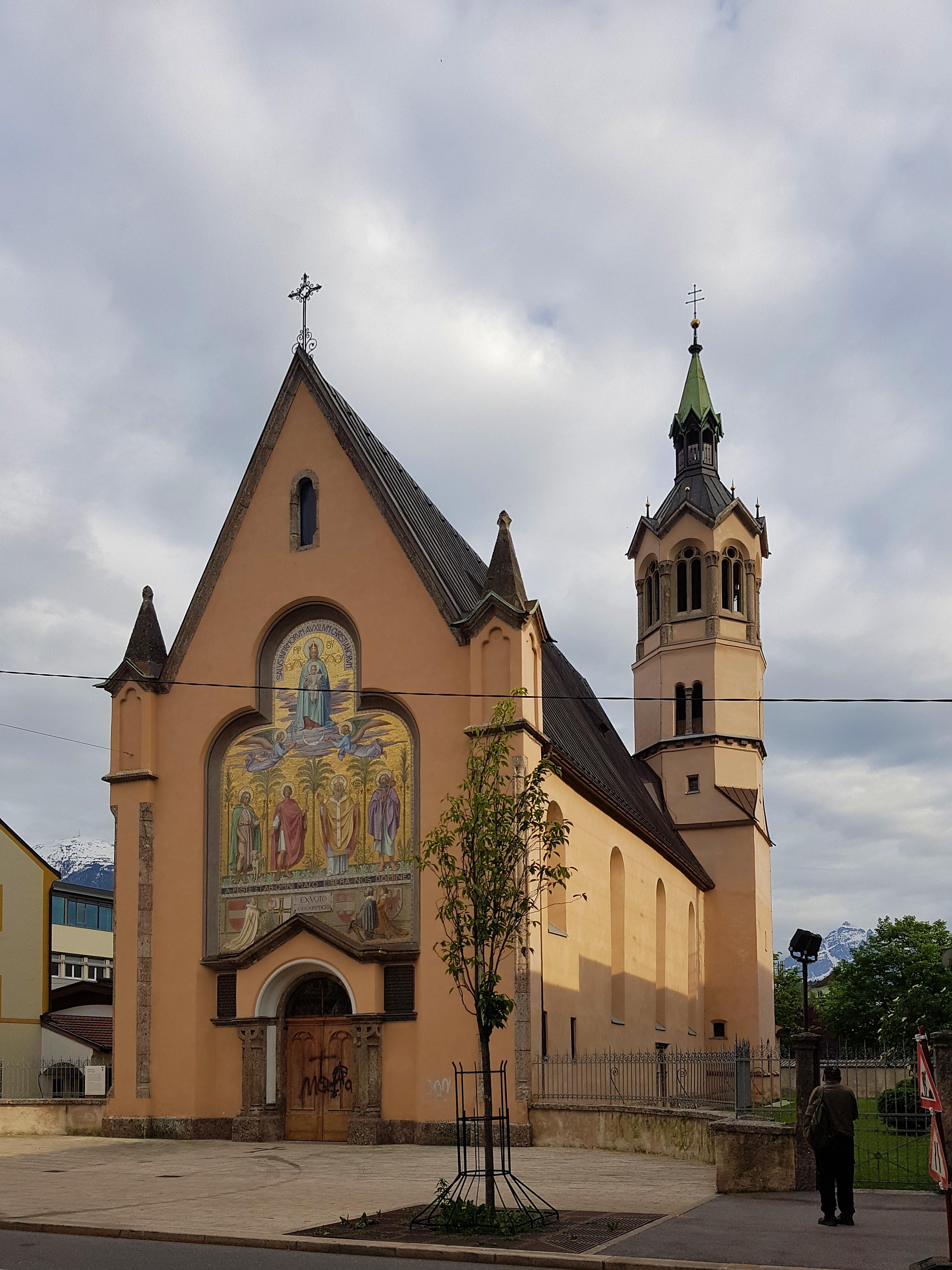
Dreiheiligenkirche von Norden

Die Dreiheiligenkirche ist eine katholische Pfarrkirche im Innsbrucker Stadtteil Dreiheiligen-Schlachthof, die 1612/13 als Erfüllung eines Gelöbnisses angesichts der Pest erbaut wurde und den heiligen Sebastian, Pirmin, Rochus und Alexius geweiht ist. Sie steht unter Denkmalschutz.

## Geschichte
Als Innsbruck im 17. Jahrhundert von der Pest betroffen war, überzeugten Pestkaplan Melchior Köstlan und Pestarzt Paul Weinhart die Stadtväter und die Bürgerschaft, dass nur der Bau einer neuen Kirche der Seuche Einhalt gebieten könnte. So wurde am 21. September 1611 der Bau einer Kirche zu Ehren der Pestpatrone Sebastian, Pirmin und Rochus gelobt. Diese wurde im damals Kohlstatt genannten Gebiet außerhalb der Stadtmauern errichtet, wo sich ein Lazarett für die Pestkranken befand. Nach der Zustimmung des Landesfürsten Maximilian III. und des Brixner
Bischofs Christoph Andreas von Spaur wurde am 12. April 1612 der Grundstein gelegt. Aufgrund großzügiger Schenkungen Maximilians III., der Stadt und der Bürgerschaft konnte der Bau rasch vollendet und am 13. Oktober 1613 geweiht werden. Der Turm wurde vermutlich erst zwei Jahre später errichtet. 
Von 1745 bis 1750 wurde die Kirche im Rokokostil umgestaltet. 1785 wurde das Votivgemälde des hl. Alexius aus der aufgelassenen Siebenkapellenkirche übertragen, der damit zum vierten Patron der Kirche wurde. Von 1860 bis 1863 wurde die Kirche renoviert und vergrößert. Nach Plänen von Anton Geppert wurde sie um ein Vorhallenjoch erweitert, was auch die Neugestaltung der Fassade nötig machte. Der Turm wurde erhöht und das Holzschindeldach durch ein Ziegeldach ersetzt. 
Im Zweiten Weltkrieg wurde die Kirche durch Bombentreffer beschädigt und die Deckenfresken wurden durch eindringendes Wasser in Mitleidenschaft gezogen. In den 1950er Jahren wurden die Fresken und der Turm restauriert. Von 2010 bis 2013 wurde die Kirche innen und außen umfassend renoviert und weitgehend das Erscheinungsbild von 1860 wiederhergestellt. Genau 400 Jahre nach der ersten Weihe weihte Bischof Manfred Scheuer am 13. Oktober 2013 den Altar nach der vollendeten Restaurierung der Kirche.
Ursprünglich ein Benefizium, wurde Dreiheiligen 1786 Expositur und 1926 zur selbstständigen Pfarre erhoben.

## Beschreibung

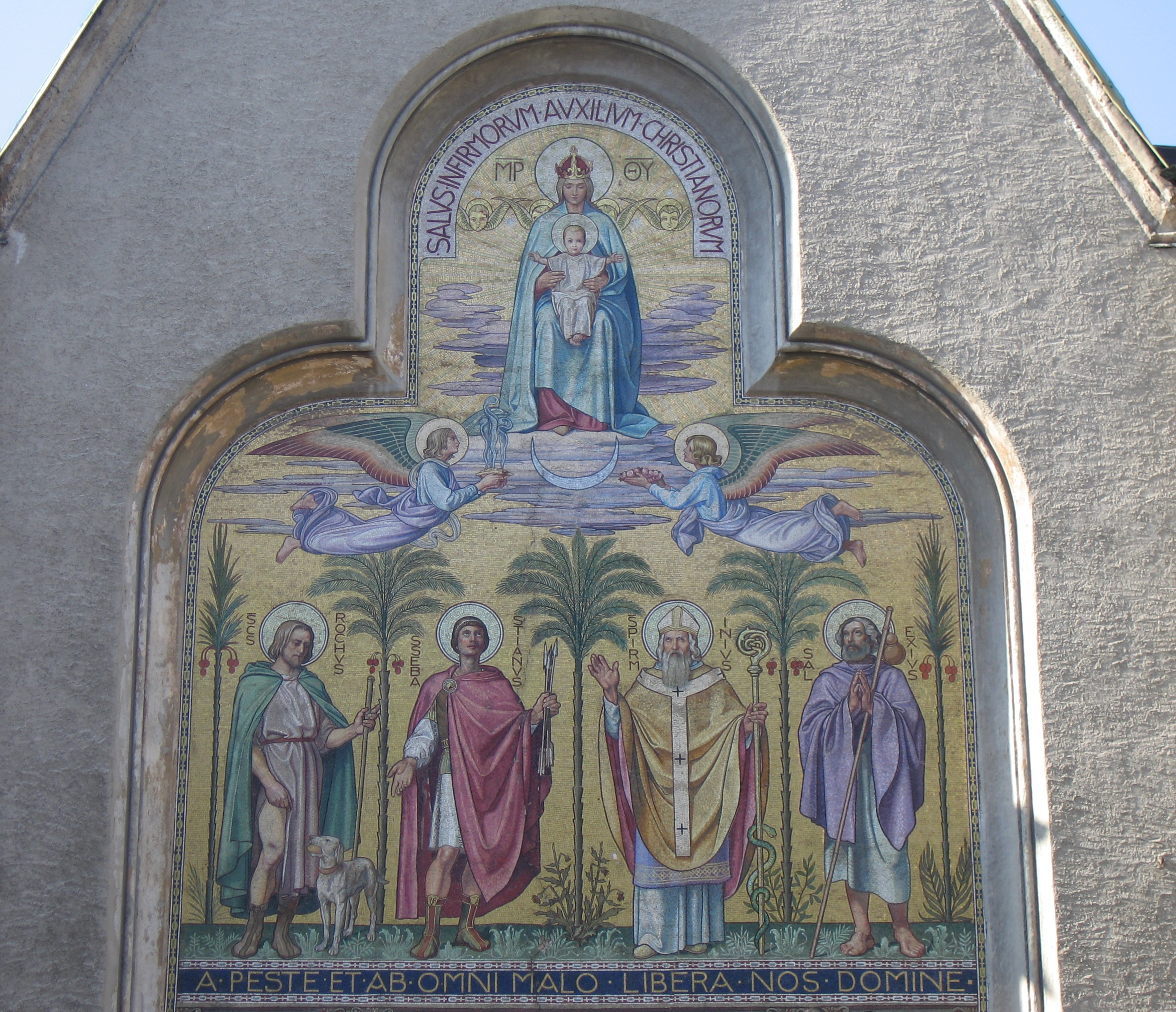
Fassadenmosaik von Philipp Schumacher (1900)

### Das Äußere
Die Dreiheiligenkirche ist nach Süden orientiert, um den eingezogenen, dreiseitig schließenden Chor befindet sich die Sakristei, in der Südwestecke erhebt sich der achteckige Turm. Vom ehemals die Kirche umgebenden Friedhof ist eine Arkade erhalten.
Die neuromanische Fassade zur Dreiheiligenstraße ist reich gestaltet. Das Mosaik von 1900 zeigt die vier Kirchenpatrone und darüber Maria mit dem Kind. Es wurde von Philipp Schumacher entworfen und von der Tiroler Glasmalerei und Mosaik Anstalt ausgeführt.

### Innenausstattung

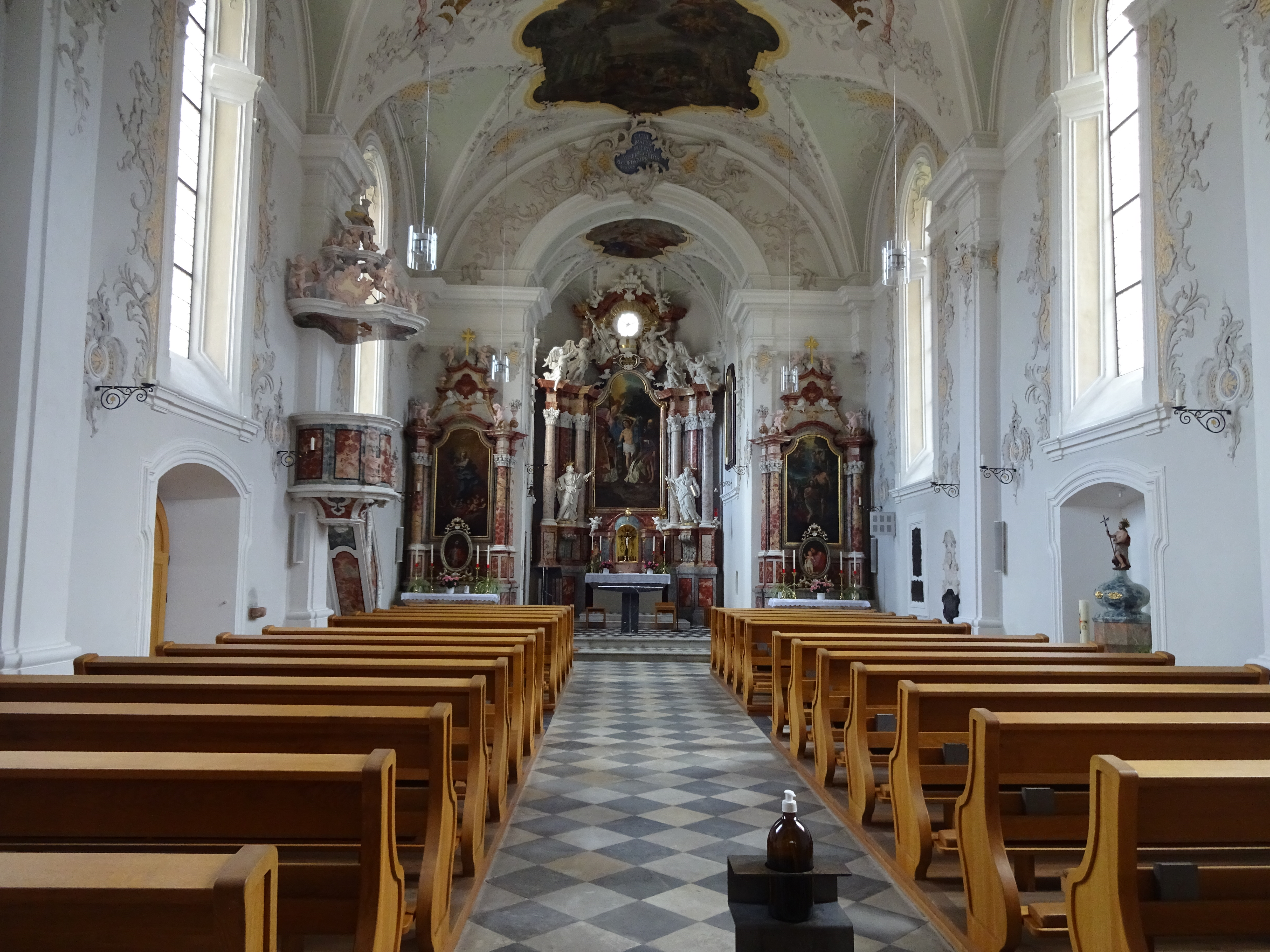
Innenansicht

Im Inneren ist die Kirche ein einheitlicher, heller Saalraum, der mit einem flachen Tonnengewölbe mit Stichkappen gedeckt ist. Den Wandpfeilern sind Pilaster vorgelegt. Die Rocaillestuckaturen und die Deckenfresken wurden 1750 von Johann Michael Strickner geschaffen. Aus derselben Zeit stammen die drei Rokokoaltäre aus Stuckmarmor mit Figuren und Putten von Stefan Föger und die Kanzel von Johann Bartlmä Gratl. Das Hochaltarbild zeigt die drei Kirchenpatrone, das linke Seitenaltarbild eine Maria Immaculata von Johann Georg Dominikus Grasmair (1747), das rechte Seitenaltarbild die Taufe Jesu von Melchior Stelzle (1614).